# Старомолино
Старомолино — деревня в Каратузском районе Красноярского края, входит в Черемушинский сельсовет

## История
Основана в 1866 г. В 1926 году заимка Мало-Малина состояла из 16 хозяйств, основное население — русские. В составе Ново-Рождественского сельсовета Каратузского района Минусинского округа Сибирского края.

## Население
| 1926 | 2010 | 2012 |
| ---- | ---- | ---- |
| 89   | ↘69  | ↗82  |